# Danh sách đĩa nhạc của Meghan Trainor
Ca sĩ người Hoa Kỳ Meghan Trainor đã phát hành một album phòng thu, hai EP, 5 đĩa đơn, và 3 album độc lập. Sau 3 album phòng thu độc lập, Meghan Trainor (2008), I'll Sing with You và Only 17 (2011), Trainor đã ký một hợp đồng với Epic Records vào tháng 2 năm 2014. Sau khi đã ký với Epic, cô phát hành đĩa đơn đầu tay, "All About That Bass", phát hành ngày 30 tháng 6 năm 2014, và đứng đàu bảng xếp hạng Billboard Hot 100 trong 8 tuần liên tiếp. Đĩa đơn trở thành đĩa đơn quán quân lâu nhất của Epic tại Hoa Kỳ, kể từ hai đĩa đơn nổi tiếng của cố ca sĩ Michael Jackson là "Billie Jean" (1983) và "Black or White" (1991). Bài hát đã đứng đầu bảng xếp hạng tại 58 quốc gia và trở thành một trong những đĩa đơn bán chạy nhất mọi thời đại với 11 triệu bản.
"All About That Bass" đã được chứng nhận 6 đĩa bạch kim bởi Hiệp hội Công nghiệp ghi âm Hoa Kỳ (RIAA), và Ep đầu tay của cô, Title (2014), đã đạt đến #15 trên Billboard 200 vào tháng 9 năm 2014. Đĩa đơn thứ hai của Trainor, "Lips Are Movin", phát hành ngày 21 tháng 10 năm 2014, đạt đến vị trí số 4 trên Billboard Hot 100. Nó được chứng nhận bốn đĩa bạch kim bởi RIAA. Album phòng thu thứ tư của Trainor, Title (2015), được phát hành ngày 15 tháng 1 trên iTunes. Sau khi phát hành album đã đứng đầu bảng xếp hạng Billboard 200 trong 1 tuần. Đĩa đơn thứ ba của cô, "Dear Future Husband", đã được chứng nhận hai đĩa bạch kim bởi RIAA. Nó lên được vị trí số 14 trên Billboard Hot 100, trở thành hit top 15 thứ ba của cô. Đĩa đơn thứ tư của Trainor, Like I'm Gonna Lose You, hợp tác với John Legend, đã đạt đến vị trí số 7 trên Billboard Hot 100, giúp cô có hit top 10 thứ ba tại Hoa Kỳ.

## Album

### Album phòng thu
| Tên       | Thông tin                                                                         | Vị trí cao nhất trên các bảng xếp hạng | Vị trí cao nhất trên các bảng xếp hạng | Vị trí cao nhất trên các bảng xếp hạng | Vị trí cao nhất trên các bảng xếp hạng | Vị trí cao nhất trên các bảng xếp hạng | Vị trí cao nhất trên các bảng xếp hạng | Vị trí cao nhất trên các bảng xếp hạng | Vị trí cao nhất trên các bảng xếp hạng | Vị trí cao nhất trên các bảng xếp hạng | Vị trí cao nhất trên các bảng xếp hạng | Doanh thu                        | Chứng nhận                                                               |
| Tên       | Thông tin                                                                         | Mỹ                                     | Úc                                     | Áo                                     | Canada                                 | Đức                                    | Nhật                                   | Hà Lan                                 | New Zealand                            | Thụy Điển                              | Anh                                    | Doanh thu                        | Chứng nhận                                                               |
| --------- | --------------------------------------------------------------------------------- | -------------------------------------- | -------------------------------------- | -------------------------------------- | -------------------------------------- | -------------------------------------- | -------------------------------------- | -------------------------------------- | -------------------------------------- | -------------------------------------- | -------------------------------------- | -------------------------------- | ------------------------------------------------------------------------ |
| Title     | - Phát hành: 9 tháng 1 năm 2015 - Nhãn: Epic - Định dạng: CD, tải kỹ thuật số, LP | 1                                      | 1                                      | 13                                     | 1                                      | 14                                     | 58                                     | 16                                     | 1                                      | 5                                      | 1                                      | - Mỹ: 3,000,000 - Anh: 185,000   | - RIAA: 3x Bạch Kim - ARIA: 3x Bạch Kim - BPI: Bạch Kim - RMNZ: Bạch Kim |
| Thank You | - Phát hành: 13 tháng 5, 2016 - Nhãn: Epic - Định dạng: CD, tải kỹ thuật số, LP   | 1                                      | 1                                      | 13                                     | 1                                      | 14                                     | 58                                     | 16                                     | 1                                      | 5                                      | 1                                      | - Mỹ: 1,000,000 - Canada: 80,000 | - RIAA: Bạch Kim - ARIA: Bạch kim - BPI: Bạc                             |

#### Album phòng thu độc lập
| Tên                | Thông tin |
| ------------------ | --- |
| Meghan Trainor     | - Phát hành: 25 tháng 12 năm 2009 - Nhãn: Tự phát hành - Định dạng: CD, tải kỹ thuật số Danh sách bài hát - 1. "I'll Wake Up for You" - 2. "Waterfalls" - 3. "Quite the Adventure" - 4. "Locked in Love" - 5. "Falling" - 6. "Don't Fall Tonight" - 7. "Don't Let Me Down" - 8. "Hey Mr." - 9. "Overdrive" - 10. "Learning to Say I Love You" - 11. "See You Smile" - 12. "One Chance" - 13. "No Matter What You Do" - 14. "Want Me to Stay" - 15. "You Got the Best of Me" - 16. "Dad" - 17. "Simple Love" - 18. "Take These Tears" |
| I'll Sing with You | - Phát hành: 31 tháng 1 năm 2011 - Nhãn: Tụ phát hành - Định dạng: CD, tải kỹ thuật số Danh sách bài hát - 1. "I'll Sing with You" - 2. "Sweet, Sweetie Pie" - 3. "Free to Fly" (featuring Mike Viprino) - 4. "Back to My Home" (với Matthew Migliozzi) - 5. "Love, Love, Love" - 6. "Whisper" - 7. "Out the Door" - 8. "Remember" - 9. "Hold on to the Ones You Love" - 10. "Why'd You Have to Go?" |
| Only 17            | - Phát hành: 14 tháng 9 năm 2011 - Nhãn: Tự phát hành - Định dạng: CD, tải kỹ thuật số Danh sách bài hát - 1. "Window" - 2. "Never Ever" - 3. "Single" - 4. "Something to Believe In" - 5. "This Love" - 6. "Tumble" (với Gary Trainor) - 7. "Leave a Kiss" - 8. "When Did You Fall?" - 9. "Love Me More" - 10. "Pick Me Up" - 11. "Shoowap Shoowah" (với Gary Trainor) - 12. "Broken Puzzle" - 13. "Cupid" (với Gary Trainor) |

### Đĩa mở rộng
| Title                                                                     | - Phát hành: 9 tháng 9 năm 2014 - Nhãn: Epic - Định dạng: EP, tải kỹ thuật số | 15 | 17 | 35 | - Mỹ: 171,000          |
| Spotify Sessions                                                          | - Phát hành: 6 tháng 3 năm 2015 - Nhãn: Epic - Định dạng: Streamed audio      | —  | —  | —  | Không phát hành để bán |
| "—" Không có mặt trên bảng xếp hạng hoặc không phát hành tại quốc gia đó. |                                                                               |    |    |    |                        |

## Đĩa đơn

### Hát chính
| Tên                                                                       | Năm  | Vị trí cao nhất trên các bảng xếp hạng | Vị trí cao nhất trên các bảng xếp hạng | Vị trí cao nhất trên các bảng xếp hạng | Vị trí cao nhất trên các bảng xếp hạng | Vị trí cao nhất trên các bảng xếp hạng | Vị trí cao nhất trên các bảng xếp hạng | Vị trí cao nhất trên các bảng xếp hạng | Vị trí cao nhất trên các bảng xếp hạng | Vị trí cao nhất trên các bảng xếp hạng | Vị trí cao nhất trên các bảng xếp hạng | Chứng nhận | Album             |
| Tên                                                                       | Năm  | Mỹ                                     | Úc                                     | Áo                                     | Canada                                 | Đức                                    | Nhật Bản                               | Hà Lan                                 | New Zealand                            | Thụy Điển                              | Anh                                    | Chứng nhận | Album             |
| ------------------------------------------------------------------------- | ---- | -------------------------------------- | -------------------------------------- | -------------------------------------- | -------------------------------------- | -------------------------------------- | -------------------------------------- | -------------------------------------- | -------------------------------------- | -------------------------------------- | -------------------------------------- | --- | ----------------- |
| "All About That Bass                                                      | 2014 | 1                                      | 1                                      | 1                                      | 1                                      | 1                                      | 10                                     | 3                                      | 1                                      | 3                                      | 1                                      | - RIAA: Kim Cương - ARIA: 9x Bạch Kim - BPI: Bạch kim - BVMI: Bạch kim - IFPI AUT: Vàng - IFPI SWE: 3× Bạch kim - MC: 6× Bạch kim - RMNZ: 3× Bạch kim | Title             |
| "Lips Are Movin"                                                          | 2014 | 4                                      | 3                                      | 6                                      | 7                                      | 10                                     | 60                                     | 10                                     | 5                                      | 28                                     | 2                                      | - RIAA: 4x Bạch Kim - ARIA: 2× Bạch kim - BPI: Vàng - BVMI: Vàng - IFPI SWE: Vàng - MC: 2× Bạch kim - RMNZ: Bạch kim                                  | Title             |
| "Dear Future Husband"                                                     | 2015 | 14                                     | 9                                      | 14                                     | 22                                     | 37                                     | —                                      | —                                      | 27                                     | 58                                     | 20                                     | - RIAA: 3x Bạch Kim - ARIA: 2× Bạch kim - BPI: Bạc - MC: Bạch kim - RMNZ: Vàng                                                                        | Title             |
| "Like I'm Gonna Lose You" (hợp tác với John Legend)                       | 2015 | 7                                      | 1                                      | —                                      | 43                                     | —                                      | —                                      | —                                      | 1                                      | —                                      | 99                                     | - RIAA: 4x Bạch Kim - ARIA: 2× Bạch kim - RMNZ: Bạch kim                                                                                              | Title             |
| "Better When I'm Dancin'"                                                 | 2015 | —                                      | 76                                     | —                                      | 93                                     | —                                      | —                                      | —                                      | —                                      | —                                      | —                                      | - RIAA: Bạch Kim - ARIA: Bạch kim | The Peanuts Movie |
| "Me Too"                                                                  | 2016 | 13                                     | 4                                      | 60                                     | 9                                      | 62                                     | —                                      | —                                      |                                        |                                        | 84                                     | - RIAA: 3x Bạch Kim - ARIA: 4× Bạch kim - BPI: Bạch kim - MC: 4x Bạch Kim                                                                             | Thank You         |
| "No"                                                                      | 2016 | 3                                      | 9                                      | 7                                      | 10                                     | 12                                     | 34                                     | 18                                     | 34                                     | 28                                     | 11                                     | - RIAA 2x Bạch Kim - ARIA: 2× Bạch kim - RMNZ: Bạch kim                                                                                               | Thank You         |
| "—" Không có mặt trên bảng xếp hạng hoặc không phát hành tại quốc gia đó. |      |                                        |                                        |                                        |                                        |                                        |                                        |                                        |                                        |                                        |                                        | |                   |

## Các bài hát khác có mặt trên bảng xếp hạng
| "Title"                                                                   | 2014 | 100 | — | —  | 9 | —  | - RIAA: Vàng - RMNZ: Vàng | Title                      |
| "I'll Be Home"                                                            | 2014 | —   | 5 | 52 | — | —  |                           | I'll Be Home for Christmas |
| "No Good for You"                                                         | 2015 | —   | — | —  | — | 91 |                           | Title                      |
| "—" Không có mặt trên bảng xếp hạng hoặc không phát hành tại quốc gia đó. |      |     |   |    |   |    |                           |                            |

## Bài hát với tư cách khách mời
| Tên                      | Năm  | Nghệ sĩ khác  | Album             |
| ------------------------ | ---- | ------------- | ----------------- |
| "Brave Honest Beautiful" | 2015 | Fifth Harmony | Reflection        |
| "Painkiller"             | 2015 | Jason Derulo  | Everything Is 4   |
| "Good to be Alive"       | 2015 | Không có      | The Peanuts Movie |

## Video âm nhạc

### Hát chính
| Tên                                                | Năm  | Đạo diễn            |
| -------------------------------------------------- | ---- | ------------------- |
| "All About That Bass"                              | 2014 | Fatima Robinson     |
| "Lips Are Movin"                                   | 2014 | Philip Andelman     |
| "Dear Future Husband"                              | 2015 | Fatima Robinson     |
| "Like I'm Gonna Lose You"(hợp tác với John Legend) | 2015 | Constellation Jones |
| "Better When I'm Dancin'"                          | 2015 | Phillip Anderman    |
| "Title"                                            | 2015 | Fatima Robinson     |

### Hát phụ
| Tên                                                     | Năm  | Đạo diễn      |
| ------------------------------------------------------- | ---- | ------------- |
| "Marvin Gaye" (Charlie Puth hợp tác với Meghan Trainor) | 2015 | Marc Klasfeld |

## Các bài hát được ghi nhận sáng tác
| Tên                             | Năm  | Nghệ sĩ           | Vai trò      | Album                         | Chú thích                                    |
| ------------------------------- | ---- | ----------------- | ------------ | ----------------------------- | -------------------------------------------- |
| "Can't Blame a Girl for Trying" | 2014 | Sabrina Carpenter | - Người viết | Can't Blame a Girl for Trying | - Viết cùng với Al Anderson và Chris Gelbuda |
| "DJ Tonight"                    | 2014 | Rascal Flatts     | - Người viết | Rewind                        | - Viết với Jesse Frasure và Shay Mooney      |
| "Sledgehammer"                  | 2014 | Fifth Harmony     | - Người viết | Reflection                    | - Viết với Jonas Jeberg và Sean Douglas      |
| "Suga Mama"                     | 2014 | Fifth Harmony     | - Người viết | Reflection                    | - Viết với Chris Aparri                      |
| "Brave Honest Beautiful"        | 2014 | Fifth Harmony     | - Người viết | Reflection                    | - Đồng thời là nghệ sĩ hát phụ               |